# Nevera de Cervera

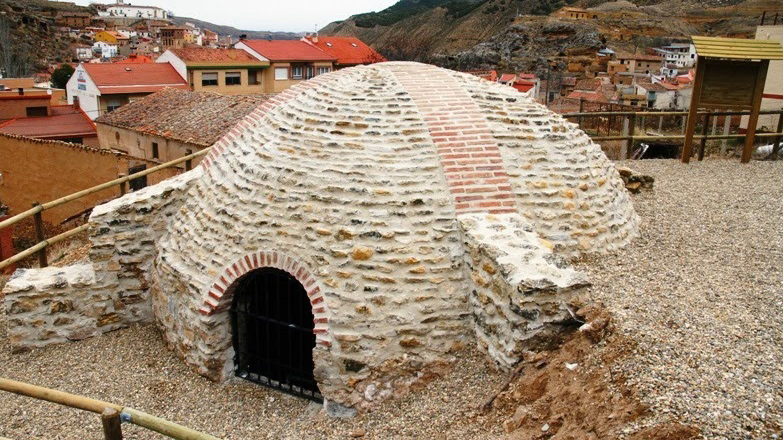
Nevera de Cervera, nach der Restaurierung

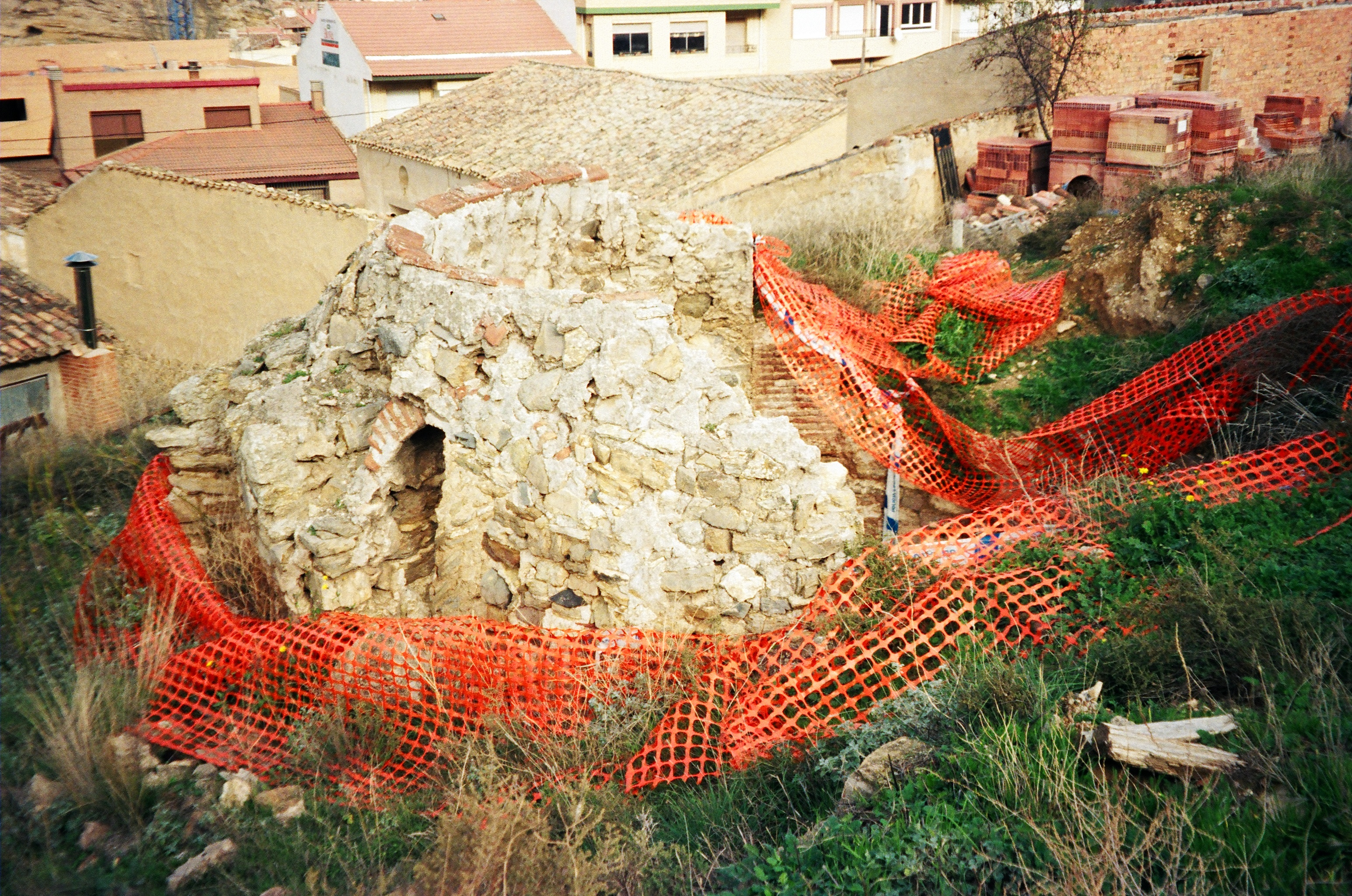
Vor der Restaurierung (2005)

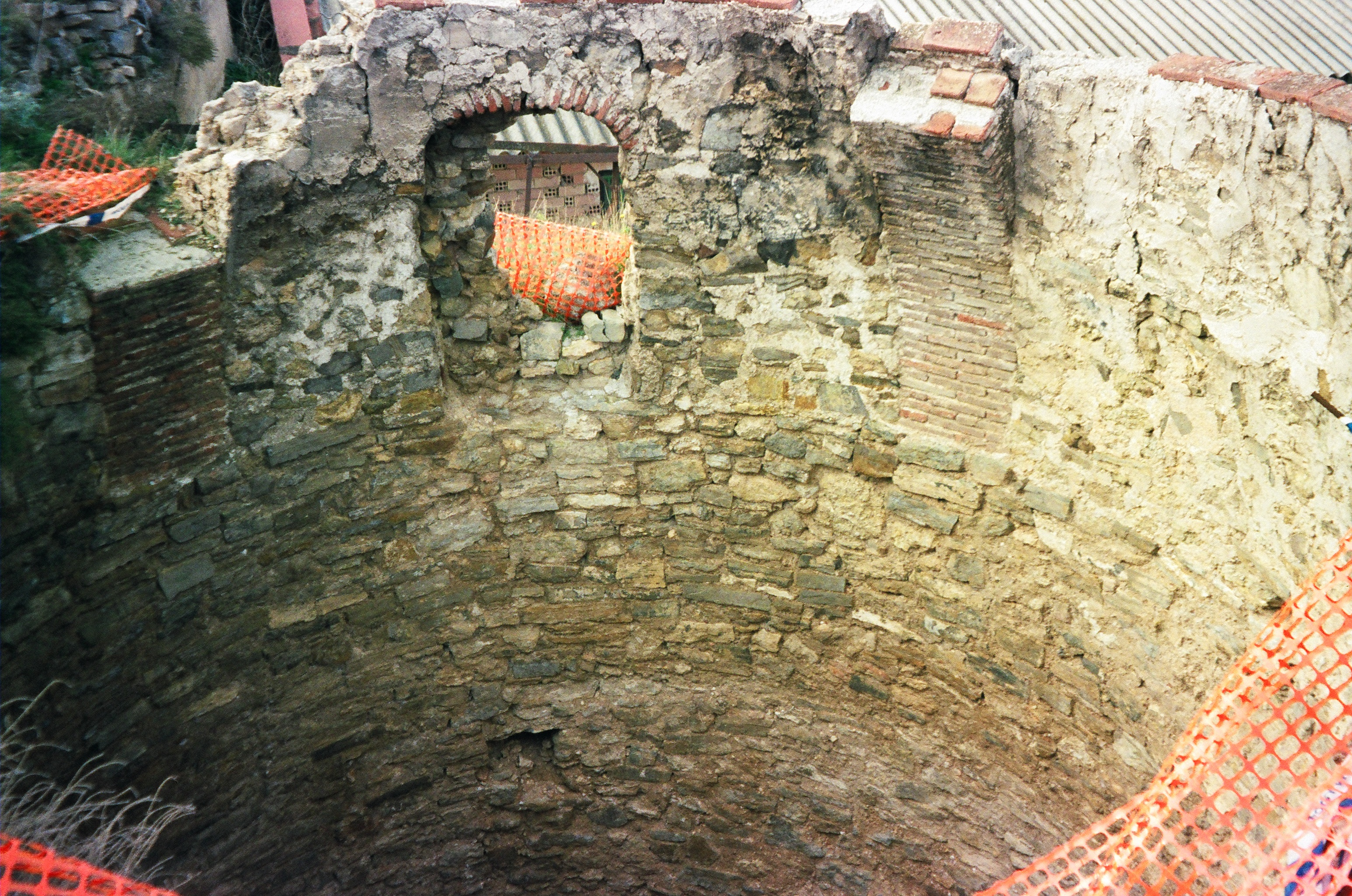
Innenansicht vor der Restaurierung

Nevera de Cervera ist ein im 16. Jahrhundert erbautes spanisches Eishaus (Nevero artificial) im Barrio San Miguel, einem Teilort von Cervera del Río Alhama in der Provinz La Rioja. Es steht unter Denkmalschutz.

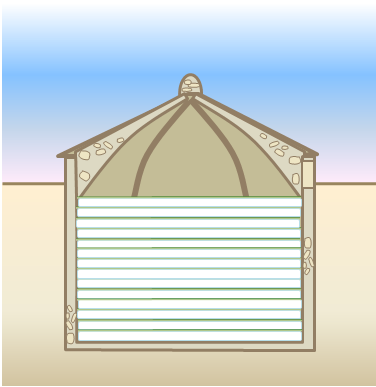
Prinzip der Schneeschichtung

## Geschichte und Nutzung
Historische Dokumente beschreiben das Sammeln und Lagern von Schnee seit dem 16. Jahrhundert. In dieser Zeit wurde der im Winter gesammelte Schnee in den Bau eingefüllt und dort zu Eis verdichtet und danach durch Isoliermaterial wie Stroh in mehreren Lagen gut abgedeckt, wodurch sich das Eis bis in die Sommermonate hinein hielt. Es wurde in der Landwirtschaft, in der Gastronomie und in privaten Häusern verwendet. Die Nutzung des Nevera de Cervera endete mit der Einführung elektrischer Kühl- und Gefrieranlagen Anfang der 1920er Jahre.

## Architektur
Das im Äußeren halbkugelförmige Bauwerk in der bergigen Gegend der Stadt Cervera del Rio Alhama ist ein Element des ländlichen Kulturerbes (Bien de interés cultural). Diese Konstruktion ist im kommunalen Eigentum und wurde 2013 aufwendig restauriert. Die Arbeiten wurden durch den Europäischen Landwirtschaftsfonds für die Entwicklung des ländlichen Raums und dem spanischen Ministerium für Umwelt finanziert.